# Pakan Kurai
Pakan Kurai is een bestuurslaag in het regentschap Bukittinggi van de provincie West-Sumatra, Indonesië. Pakan Kurai telt 6016 inwoners (volkstelling 2010).